# Steve David
Steve David (Point Fortin, 11 marzo 1951) è un ex calciatore trinidadiano.

## Carriera

### Club
Cresciuto nel club trinidadiano del Police, nella stagione 1973-1974 è in forza ai messicani del San Luis, con cui retrocede nella serie cadetta.
Nel 1974 viene ingaggiato dagli statunitensi del Miami Toros. Con i Toros giocherà tre stagioni, ottenendo come miglior risultato il raggiungimento della finale della North American Soccer League 1974, che non giocò, persa contro i L.A. Aztecs. Nella stagione 1975 David otterrà i titoli individuali di capocannoniere del torneo e miglior giocatore.
Nella stagione 1977 passa ai Los Angeles Aztecs, con cui raggiunge le semifinali del torneo ed ottiene per la seconda volta il titolo di capocannoniere del campionato.
Nel corso della stagione 1978 David cambia tre club, iniziando il campionato con gli Aztecs, per poi passare ai Detroit Express ed infine essere ingaggiato dai California Surf, con cui raggiungerà gli ottavi di finale della competizione, risultato che bissò anche in quella successiva.
David inizierà la stagione 1980 in forza ai San Diego Sockers, che lascerà nel corso dell'anno per giocare nei S.J. Earthquakes, ove nelle due stagioni di militanza non superò mai la fase a gironi.
Nel 1981 viene ingaggiato dai Phoenix Inferno, divenuti Pride a partire dal 1983, società militante nella Major Indoor Soccer League.

### Nazionale
David vestì la maglia della nazionale di calcio di Trinidad e Tobago. Con la sua nazionale ottenne il secondo posto del Campionato CONCACAF 1973, competizione valida anche per la qualificazione ai mondiali di calcio 1974, ed il titolo individuale di capocanniere del torneo.
Nel 1976 fu selezionato nel Team America, selezione che raccoglieva i migliori giocatori, sia statunitensi che no, della North American Soccer League per disputare il Torneo del Bicentenario, che chiuse al quarto ed ultimo posto.

## Statistiche

### Cronologia presenze e reti in Nazionale
| Cronologia completa delle presenze e delle reti in nazionale ― Trinidad e Tobago | Cronologia completa delle presenze e delle reti in nazionale ― Trinidad e Tobago | Cronologia completa delle presenze e delle reti in nazionale ― Trinidad e Tobago | Cronologia completa delle presenze e delle reti in nazionale ― Trinidad e Tobago | Cronologia completa delle presenze e delle reti in nazionale ― Trinidad e Tobago | Cronologia completa delle presenze e delle reti in nazionale ― Trinidad e Tobago | Cronologia completa delle presenze e delle reti in nazionale ― Trinidad e Tobago | Cronologia completa delle presenze e delle reti in nazionale ― Trinidad e Tobago |
| Data                                                                             | Città                                                                            | In casa                                                                          | Risultato                                                                        | Ospiti                                                                           | Competizione                                                                     | Reti                                                                             | Note                                                                             |
| -------------------------------------------------------------------------------- | -------------------------------------------------------------------------------- | -------------------------------------------------------------------------------- | -------------------------------------------------------------------------------- | -------------------------------------------------------------------------------- | -------------------------------------------------------------------------------- | -------------------------------------------------------------------------------- | -------------------------------------------------------------------------------- |
| 30-11-1969                                                                       | San José                                                                         | Giamaica                                                                         | 2 – 3                                                                            | Trinidad e Tobago                                                                | Qual. Campionato CONCACAF 1969                                                   | 1                                                                                |                                                                                  |
| 26-11-1971                                                                       | Port of Spain                                                                    | Trinidad e Tobago                                                                | 0 – 2                                                                            | Messico                                                                          | Campionato CONCACAF 1971                                                         | -                                                                                |                                                                                  |
| 30-11-1971                                                                       | Port of Spain                                                                    | Trinidad e Tobago                                                                | 2 – 2                                                                            | Cuba                                                                             | Campionato CONCACAF 1971                                                         | -                                                                                | 65’                                                                              |
| 5-12-1971                                                                        | Port of Spain                                                                    | Trinidad e Tobago                                                                | 3 – 1                                                                            | Costa Rica                                                                       | Campionato CONCACAF 1971                                                         | 1                                                                                | 26’                                                                              |
| 10-11-1972                                                                       | Port of Spain                                                                    | Trinidad e Tobago                                                                | 11 – 1                                                                           | Antigua e Barbuda                                                                | Qual. Campionato CONCACAF 1973                                                   | 3                                                                                |                                                                                  |
| 19-11-1972                                                                       | Saint John's                                                                     | Antigua e Barbuda                                                                | 1 – 2                                                                            | Trinidad e Tobago                                                                | Qual. Campionato CONCACAF 1973                                                   | 1                                                                                |                                                                                  |
| 28-11-1972                                                                       | Port of Spain                                                                    | Trinidad e Tobago                                                                | 2 – 1                                                                            | Guyana olandese                                                                  | Qual. Campionato CONCACAF 1973                                                   | -                                                                                |                                                                                  |
| 30-11-1972                                                                       | San Fernando                                                                     | Trinidad e Tobago                                                                | 1 – 1                                                                            | Guyana olandese                                                                  | Qual. Campionato CONCACAF 1973                                                   | 1                                                                                |                                                                                  |
| 29-11-1973                                                                       | Port-au-Prince                                                                   | Honduras                                                                         | 2 – 1                                                                            | Trinidad e Tobago                                                                | Campionato CONCACAF 1973                                                         | 1                                                                                |                                                                                  |
| 4-12-1973                                                                        | Port-au-Prince                                                                   | Haiti                                                                            | 2 – 1                                                                            | Trinidad e Tobago                                                                | Campionato CONCACAF 1973                                                         | 1                                                                                |                                                                                  |
| 10-12-1973                                                                       | Port-au-Prince                                                                   | Trinidad e Tobago                                                                | 1 – 0                                                                            | Guatemala                                                                        | Campionato CONCACAF 1973                                                         | -                                                                                |                                                                                  |
| 14-12-1973                                                                       | Port-au-Prince                                                                   | Trinidad e Tobago                                                                | 4 – 0                                                                            | Messico                                                                          | Campionato CONCACAF 1973                                                         | 1                                                                                |                                                                                  |
| 17-12-1973                                                                       | Port-au-Prince                                                                   | Trinidad e Tobago                                                                | 4 – 0                                                                            | Antille Olandesi                                                                 | Campionato CONCACAF 1973                                                         | 3                                                                                |                                                                                  |
| 15-8-1976                                                                        | Bridgetown                                                                       | Barbados                                                                         | 2 – 1                                                                            | Trinidad e Tobago                                                                | Qual. Campionato CONCACAF 1977                                                   | 1                                                                                |                                                                                  |
| 31-8-1976                                                                        | Port of Spain                                                                    | Trinidad e Tobago                                                                | 1 – 0                                                                            | Barbados                                                                         | Qual. Campionato CONCACAF 1977                                                   | -                                                                                |                                                                                  |
| 14-9-1976                                                                        | Bridgetown                                                                       | Barbados                                                                         | 1 – 3                                                                            | Trinidad e Tobago                                                                | Qual. Campionato CONCACAF 1977                                                   | -                                                                                |                                                                                  |
| 14-11-1976                                                                       | Paramaribo                                                                       | Suriname                                                                         | 1 – 1                                                                            | Trinidad e Tobago                                                                | Qual. Campionato CONCACAF 1977                                                   | 1                                                                                |                                                                                  |
| 28-11-1976                                                                       | Port of Spain                                                                    | Trinidad e Tobago                                                                | 2 – 2                                                                            | Suriname                                                                         | Qual. Campionato CONCACAF 1977                                                   | -                                                                                |                                                                                  |
| 18-12-1976                                                                       | Caienna                                                                          | Suriname                                                                         | 3 – 2                                                                            | Trinidad e Tobago                                                                | Qual. Campionato CONCACAF 1977                                                   | 2                                                                                |                                                                                  |
| Totale                                                                           |                                                                                  | Presenze                                                                         | 19                                                                               |                                                                                  | Reti                                                                             | 16                                                                               |                                                                                  |

## Palmarès

### Calcio

#### Individuale
- Capocannoniere della NASL: 2

1975 (21 gol), 1977 (24 gol)
- NASL Most Valuable Player: 1

1975